# پرستون اسکات کوهن
پرستون اسکات کوهن استاد مدرسه عالی طراحی هاروارد است. او به خاطر طرح‌هایش برای ساختمان‌های فرهنگی، آموزشی و تجاری و پروژه‌های طراحی شهری بسیاری در سرتاسر دنیا شناخته شده‌است. از جمله پروژه‌های او می‌توان به مرکز هنرهای اجرایی سارمینتو در کلمبیا، ساختمان جدید کالج تابمن دانشگاه میشیگان، موزه تیوان چین و ساختمان امیر موزه هنر تل آویو اشاره کرد.
کوهن جوایز و افتخارات بسیاری را از آن خود کرده‌است، از جمله پنج جایزه معمار پیشرو، جایزه اول هفت مسابقه بین‌المللی و جایزه آکادمی هنرها و کلام آمریکایی.

## فعالیت دانشگاهی
او کارشناسی هنر و معماری خود را از مدرسه طراحی رود آیلند در سال ۱۹۸۲ و ۱۹۸۳ گرفته‌است. در سال ۱۹۸۵ هم از دوره کارشناسی ارشد معماری دانشگاه هاروارد فارغ التحصیل شد. او در سال ۲۰۰۸ به مدیریت مدرسه عالی طراحی هاروارد منصوب شد، جایگاهی که پیش از او کسانی چون والتر گروپیوس و رافائل مونئو داشته‌اند.

## آثار
- The 2001 monograph Contested Symmetries, The Architecture and Writings of Preston Scott Cohen, Princeton Architectural Press
- The Return of Nature, with Erika Naginski, 2014, Routledge
- Lightfall, 2016, Skira Rizzoli
- Peter Eisenman, Preston Scott Cohen et al. , Peter Eisenman: In dialogue with architects and philosopher(Vladan Djokić and Petar Bojanić (eds.)), Mimesis International. 2017, شابک ‎۹۷۸۸۸۶۹۷۷۱۱۳۲